# Amadou Sidibé
Amadou Sidibé (* 19. Februar 1986 in Bamako) ist ein ehemaliger malischer Fußballspieler.

## Karriere

### Verein
Sidibé begann seine Karriere in Mali bei CO Bamako und Djoliba AC. Im September 2008 wechselte er zum französischen Erstligisten AJ Auxerre. Dort debütierte er am letzten Spieltag der Saison 2008/09 in der Ligue 1.

### Nationalmannschaft
Sidibé nahm mit der Nationalmannschaft Malis an der Afrikameisterschaft 2008 in Ghana teil und kam während des Turniers zu zwei Einsätzen. Seither gehört er zum erweiterten Kreis der Nationalspieler und bestritt insgesamt mindestens vierzehn Spiele für das Nationalteam.